# Si tu m'emmènes
Si tu m'emmènes (укр. Якщо ти мене візьмеш) — пісня Жана-Жака Гольдмана, написана 1982 році. Вийшла в рамках вже його сольного проекту, в другому студійному альбомі «Minoritaire».

## Про пісню
Гітарна композиція «Si tu m'emmènes» та вкраплення саксофонічних переливів підкреслюють глибину лірики цієї пісні. Вокальна партія Жана-Жака гармоніює на фоні естрадно-хорового виконання приспіву пісні. Пісню переспівували: і сам автор, і відомі французькі виконавці.

## Фрагмент пісні
Фрагмент пісні (перший куплет і приспів):
Et s'il fait vraiment chaud

Moi, je porterai l'eau

Je gommerai ta soif

Jusqu'à ce qu'elle s'efface

J'cacherai les repères

Afin que l'on se perde

Et s'il n'y a rien à faire

J'agrandirai l'espace

Si tu m'emmènes...